# Godric (nome)
Godric  è un nome proprio di persona inglese maschile.

## Varianti
- Maschili: Godrick[1], Godrich[1]

## Origine e diffusione
Continua un nome inglese antico, Godric, composto dagli elementi god ("dio") e ric ("governare", "dominare", "potere").
Nel periodo della conquista normanna dell'Inghilterra era un nome tanto comune che cominciò ad essere usato come termine indicante genericamente un uomo inglese (come sarebbe avvenuto più tardi con Jack e come è successo in italiano con Tizio); si estinse però nel giro di pochi secoli.

## Onomastico
L'onomastico può essere festeggiato il 21 maggio in memoria di san Godric, pellegrino ed eremita presso Finchale.

## Persone
- Godric, monaco, compositore e santo britannico

## Il nome nelle arti
- Godric è un personaggio della serie televisiva True Blood.
- Godric Grifondoro è un personaggio della serie di romanzi e film Harry Potter, creata da J. K. Rowling.
- Godrick l'innestato è uno dei boss principali del videogioco Elden Ring.